# Luženičky
Luženičky är en ort i Tjeckien.   Den ligger i regionen Plzeň, i den västra delen av landet, 130 km sydväst om huvudstaden Prag. Luženičky ligger 461 meter över havet och antalet invånare är 300.
Terrängen runt Luženičky är platt åt nordost, men åt sydväst är den kuperad. Runt Luženičky är det tätbefolkat, med 369 invånare per kvadratkilometer. Närmaste större samhälle är Domažlice, 3,1 km sydost om Luženičky. Trakten runt Luženičky består till största delen av jordbruksmark.